# Maveplasker
Maveplasker bruges om det ofte smertefulde klask, som kan optræde ved ubehændigt udspring fra en badebro eller en vippe, hvis man rammer vandoverfladen i omtrent vandret stilling. Ved udspring fra større højde kan dette uheld medføre skader og endda døden. 
I 2004 slog amerikanske stuntman Danny Higginbottom en verdensrekord i udspring med landing i lavt vand, ved at springe ud fra 8,95 meters højde og lande i 30 centimeter vand med en maveplasker, så kontaktfladen med vandet blev størst mulig.

## referencer
1. ↑  Hvor stor højde kan man springe fra?. Illustreret Videnskab. Hentet 5/4-2019